# Modern Music
Modern Music — четвёртый студийный альбом английской прогрессив-рок-группы Be-Bop Deluxe 1976 года. Продюсерами выступили лидер группы Билл Нельсон и Джон Леки.

## Об альбоме
На «Modern Music» Билл Нельсон постарался совместить свои способности к написанию мелодий с «инструментальной индивидуальностью» группы. По мнению обозревателей Rolling Stone, это сделало альбом самым «сбалансированным и прочным» в дискографии «Be-Bop Deluxe».
Как отмечает в своём отзыве рецензент AllMusic Уильям Рулман, «альбом занял высокое место в хит-параде Великобритании и вошёл в топ-100 в США, но он стал вершиной творчества Be-Bop Deluxe, а не прорывом».

## Список композиций
| №                   | Название                                           | Длительность |
| ------------------- | -------------------------------------------------- | ------------ |
| 1.                  | «Orphans of Babylon»                               | 3:15         |
| 2.                  | «Twilight Capers»                                  | 4:25         |
| 3.                  | «Kiss of Light»                                    | 3:11         |
| 4.                  | «The Bird Charmers Destiny»                        | 1:20         |
| 5.                  | «The Gold at the End of My Rainbow»                | 3:54         |
| 6.                  | «Bring Back the Spark»                             | 3:38         |
| 7.                  | «Modern Music»                                     | 3:40         |
| 8.                  | «Dancing in the Moonlight (All Alone)»             | 2:09         |
| 9.                  | «Honeymoon on Mars»                                | 1:22         |
| 10.                 | «Lost in the Neon World»                           | 0:48         |
| 11.                 | «Dance of the Uncle Sam Humanoids»                 | 2:12         |
| 12.                 | «Modern Music (Reprise)»                           | 1:39         |
| 13.                 | «Forbidden Lovers»                                 | 5:03         |
| 14.                 | «Down on Terminal Street»                          | 4:00         |
| 15.                 | «Make the Music Magic»                             | 1:53         |
| 16.                 | «Futurist Manifesto (bonus track)»                 | 4:32         |
| 17.                 | «Quest for the Harvest of the Stars (bonus track)» | 4:11         |
| 18.                 | «Autosexual (bonus track)»                         | 5:52         |
| Общая длительность: | Общая длительность:                                | 57:04        |